# Milan, Kansas
Milan là một thành phố thuộc quận Sumner, tiểu bang Kansas, Hoa Kỳ. Năm 2010, dân số của xã này là 82 người.

## Dân số
Dân số các năm:
- Năm 2000: 137 người
- Năm 2010: 82 người